# Jacqueline Mitton
Jacqueline Mitton   (Anglaterra, 1948) (nascuda Jacqueline Pardoe) és una astrònoma, escriptora i consultora de mitjans de comunicació britànica que viu i treballa a Cambridge, Regne Unit.
Va estudiar al Somerville College d'Oxford i al Murray Edwards College de Cambridge. Ha estat responsable de relacions públiques de la Royal Astronomical Society. De 1987 a 1993, va ser editora del Journal of the British Astronomical Association. Ha estat autora, coautora o col·laborada en molts llibres.
La carrera de Mitton s'ha centrat a apropar l'astronomia al públic, tant adults com nens, com a escriptor. Va rebre un Bachelor of Arts a la Universitat d'Oxford el 1969 i un doctorat a la Universitat de Cambridge el 1975. El seu llibre d'imatges de 1998 Zoo in the Sky: a book of animal constellations introdueix els nens a l'astronomia a través d'una explicació de les estrelles i les constel·lacions amb noms d'animals. El seu llibre de 2003 Once Upon a Starry Night: Heroes and Gods of the Constellations introdueix els nens als mites i fets sobre el sistema solar
Va ser consellera del comtat de Cambridgeshire de 1989 a 1993.
L'asteroide 4027 Mitton porta el nom d'ella i del seu marit Simon Mitton.

## Selecció de publicacions
- Astronomy: an introduction, 1978.
- Key definitions in astronomy, 1980.
- Discovering Astronomy, 1983. Junt amb Simon Mitton
- A Visitor's Introduction to the Antarctic and its Environment, 1984. Junt amb Nigel Bonner
- Invitation to Astronomy, 1986. Junt amb Simon Mitton
- Gems of Hubble, 1986. Junt amb Stephen P. Maran
- Discovering the Planets, 1991.
- The Young Oxford book of Astronomy, 1994. Junt amb Simon Mitton
- The Great Comet Crash: The Collision of Comet Shoemaker-Levy 9 and Jupiter, 1995. Junt amb John Spencer
- Galileo: scientist and star gazer, 1997.
- Aliens, 1998.
- The Marshall children's guide to astronomy, 1998. Junt amb Simon Mitton
- Zoo in the Sky: a book of animal constellations, 1998.
- Kingdom of the sun: a book of the planets, 2001.
- «Working with the media: the Royal Astronomical Society experience». A: Organizations and Strategies in Astronomy II, 2001.
- Stars and planets, 2002.
- Once Upon a Starry Night: Heroes and Gods of the Constellations, 2003. Republicat amb el títol The Planet Gods
- Oxford Astronomy, 2003. Junt amb Simon Mitton
- Zodiac: celestial circle of the sun, 2004.
- Cambridge illustrated dictionary of astronomy, 2007.
- Moon, 2009.
- I see the moon, 2010.
- Titan Unveiled: Saturn's Mysterious Moon Unveiled, 2010. Junt amb Ralph Lorenz
- Space, 2016.
- From dust to life : the origin and evolution of our solar system, 2017. Junt amb John Chambers
- The Penguin Dictionary of Astronomy.